# Línia X1 de TMB
El bus X1 és una línia d'autobús de trànsit ràpid que opera a Barcelona, Espanya. Va ser introduïda com a part de la iniciativa XPRESBus de la ciutat, amb l'objectiu d'oferir un transport públic ràpid i eficient.

## Horaris
| X1         | Primer servei A: Francesc Macià | Primer servei A: Glòries | Últim servei A: Francesc Macià | Últim servei A: Glòries |
| Laborables | 07.00                           | 07.00                    | 22.30                          | 22.30                   |

### Nova Xarxa Bus i XPRESBus
| Línies horitzontals (H)                                 | Línies Verticals (V)                               | Línies diagonals (D)             | Línies XPRESBus (X)                        |
| ------------------------------------------------------- | -------------------------------------------------- | -------------------------------- | ------------------------------------------ |
| H2 Av. Esplugues - Trinitat Nova                        | V1 Districte Gran Via l'Hospitalet - Av. Esplugues | D20 Pg. Marítim - Ernest Lluch   | X1 Pl.Francesc Macià - Centre- Pl. Glories |
| H4 Zona Universitària - Bon Pastor                      | V3 Zona Franca - Can Caralleu                      | D40 Pl. Espanya - Via Favència   | X2 Prat Exprés                             |
| H6 Zona Universitària - Fabra i Puig - Onze de setembre | V5 Mare de déu del port - Pedralbes                | D50 Paral·lel - Ciutat Meridiana |                                            |
| H8 Ernest Lluch - Bon Pastor                            | V7 Pl. Espanya - Sarrià                            |                                  |                                            |
| H10 Pl. Sants- Olímpic de Badalona                      | V9 Poble Sec - Sarrià                              |                                  |                                            |
| H12 Gornal - Besòs Verneda                              | V11 Estació Marítima - Bonanova                    |                                  |                                            |
| H14 Paral·lel - Sant Adrià                              | V13 Pl. Catalunya - Av. Tibidabo                   |                                  |                                            |
| H16 Pg. Zona Franca - Fòrum Campus Besòs                | V15 Barceloneta - Av. Tibidabo                     |                                  |                                            |
|                                                         | V17 Port Vell - Vall d'Hebron                      |                                  |                                            |
| V19 Barceloneta - Pl. Alfonso Comín                     |                                                    |                                  |                                            |
| V21 Pg. Marítim - Montbau                               |                                                    |                                  |                                            |
| V23 Nova Icària - Can Marcet                            |                                                    |                                  |                                            |
| V25 Nova Icària - Horta                                 |                                                    |                                  |                                            |
| V27 Pg. Marítim - Canyelles                             |                                                    |                                  |                                            |
| V29 Diagonal Mar - Roquetes                             |                                                    |                                  |                                            |
| V31 Mar Bella - Trinitat Vella                          |                                                    |                                  |                                            |
| V33 Fòrum / Campus Besòs - Santa Coloma                 |                                                    |                                  |                                            |

Plantilla:ROAB